# Tecolote, Jalisco
Tecolote är en ort i Mexiko.   Den ligger i kommunen Mezquitic och delstaten Jalisco, i den centrala delen av landet, 600 km nordväst om huvudstaden Mexico City. Tecolote ligger 1 222 meter över havet och antalet invånare är 207.
Terrängen runt Tecolote är bergig österut, men västerut är den kuperad. Runt Tecolote är det mycket glesbefolkat, med 4 invånare per kvadratkilometer. Närmaste större samhälle är San Andrés Cohamiata, 14,6 km nordost om Tecolote. I omgivningarna runt Tecolote växer huvudsakligen savannskog.